# Moviment per l'Autonomia
Moviment per l'Autonomia (MpA) és un partit polític italià, fundat per Raffaele Lombardo el 30 d'abril de 2005, inspirat en l'autonomisme i el meridionalisme, amb una orientació marcatament moderada i reformista. Té com a principal radi d'acció electoral Sicília, encara que ha intentat donar al moviment una dimensió meridional (el Congrés Fundador se celebrà a Bari).
El partit nasqué d'una escissió interna de la UDC siciliana: Raffaele Lombardo, aleshores president de la província de Catània i europarlamentari, abandonà el partit perquè no s'adequava als interessos sicilians. Al voltant seu el moviment es va allargar aplegant dissidents ex-democristians i ex-socialistes.

## Història

### El naixement
El moviment nasqué el 2005 i el primer banc de proves oficial foren les eleccions municipals de Catània del mes de maig, on el moviment donà suport la Casa de les Llibertats i contribuí a la seva victòria amb un 20% dels vots. Successivament va ampliar les seves files, exigint la pròpia independència en la política italiana.
Posteriorment es presentaren a les eleccions administratives de Messina entre novembre i desembre de 2005. El MPA presentà el seu propi candidat a síndic, que va obtenir el 7% dels vots.

### Primer congrés i el nus de l'aliança
El Congrés Constitutiu del Moviment es desenvolupà entre el 16 i el 18 de desembre a Bari. Es proposa mantenir-se al marge de les dues grans coalicions nacionals, de centredreta i centreesquerra, però a la pràctica Lombardo manté un confrontament directe amb Silvio Berlusconi i Romano Prodi per la seva plataforma programàtica. El Movimentes s'adscriu al Centre, posant èmfasi en la revalorització de l'autonomia de les regions i particularment del Mezzogiorno.

### Acord amb la Lliga: El Pacte per les Autonomies
Pel 2006, el MPA decidí, malgrat les seves reserves i de formalitzar la seva entesa amb la Casa de les Llibertats, arribar a un acord de la Lliga Nord Padània d'Umberto Bossi per a impusar l'autonomia i el federalisme. L'acord es formalitzà el 4 de febrer de 2006 entre Lombardo i el coordinador de les Secretaries nacionals de la Lliga i ministre Roberto Calderoli: aquest acord va rebre el nom de "Pacte per les Autonomies".
Lombardo rebutjà un acord amb l'Unione perquè aquesta no va incloure en el seu programa la construcció del pont a l'Estret de Messina i per certes diferències amb Romano Prodi.
En les eleccions legislatives italianes de 2006, la llista Lliga Nord-MPA aplegà 182.000 vots (Cambra) i 146.000 vots (Senats) a les regions meridionals. A Sicília, la llista obtingué el 4,5% a la Cambra (3 escons) i el 4,1% al Senat (1 escó).
En el parlament, el MPA va obtenir 5 diputats, que formaren part del grup mixt: Giovanni Roberto Di Mauro, Nicola Leanza, Carmelo Lo Monte, Giuseppe Maria Reina i Vincenzo Oliva (aquest últim a la llista Forza Italia a Púl·lia i Toscana). A la fi de la legislatura n'esdevingueren 7, amb l'adhesió de Riccardo Minardo i Ferdinando Latteri. Els senadors es van inscriure al grup DC-PRI-IND-MPA: el sicilià Giovanni Pistorio i el furlà elegit a Ligúria Giuseppe Saro.

### El MPA en la XV Legislatura
El 4 de maig de 2006, després de l'incendi de la refineria ERG a Priolo Gargallo (província de Siracusa), els diputats del MPA celebraren una conferència de premsa amb càmeres antigues per manifestar la seva forma oposició a les polítiques industrials de l'establiment petroquímic i de les refineries de Sicília i Itàlia Meridional, reclamant de les institucions una Comissió d'Investigació sobre els productes fabricats a la zona. Reina, Lo Monte, Di Mauro i Oliva reclamaren el desmantellament de la planta i la reconversió, des de l'òptica del desenvolupament industrial de qualitat que respectés l'entorn i la població, amb mà d'obra qualificada, i el desenvolupament del turisme a la zona. La defensa del medi ambient ha esdevingut una de les prioritats del moviment.
A les eleccions regionals de Sicília de 2006 va obtenir el tercer lloc amb un 12,5% i 10 diputats a l'Assemblea Regional Siciliana. Leanza e Di Mauro foren escollits diputats regionals i deixaren el lloc a la Cambra per a Sebastiano Neri i Pietro Rao.
L'11 de juny el MPA va obtenir a les eleccions provincials de Trapani 21.530 vots, el 9,56%, contribuint a l'elecció del senador de Forza Italia Antonio D'Alì com a candidat únic de CDL (contraposat a Massimo Grillo candidat de l'Unione).
El 30 de juliol de 2006 el MPA signà un pacte federatiu amb el nou moviment "Nazionalisti Siciliani", i el 21 de novembre arribà a una entesa político-programàtica l'Aliança Siciliana de Nello Musumeci.
El Moviment jugà una part significativa en la crisi del segon govern de Romano Prodi, ja que per tal de reforçar la pròpia doble majoria al Senat, la coalició l'Unione va intentar atraure els dos senadors del MPA. Aleshores el Moviment subordinà el suport a un radical canvi de les polítiques de la Sicília i el Sud, en particular el Pont sobre l'Estret de Messina, considerat pel MPA com a fonamental.
El març de 2007 el Moviment va sotscriure una entesa política i programàtica per a les eleccions municipals de Palerm, donant el suport decisiu Diego Cammarata amb un programa innovador de descentrament, transparència i reformes. També arribà a una entesa amb el Moviment Autonomista Toscà, en l'òptica de la batalla comuna per al federalisme.
El gener de 2008 s'uniren al moviment bona part dels dirigents d'Italia di Mezzo, com l'exministre Vincenzo Scotti.

### Les eleccions de 2008

#### L'aliança amb el PdL
El 20 de febrer de 2008, de cara a les properes eleccions legislatives, el MPA va subscriure un acord amb el Poble de les Llibertats de Silvio Berlusconi i Gianfranco Fini per a una aliança electoral sobre el poder d'acord homòleg amb la Lliga Nord: EL MPA es presentà amb les seves sigles a les regions centre-meridionals, aliat amb el PdL, mentre que a les del nord donaria suport la Lliga Nord.
A les eleccions legislatives italianes de 2008, la coalició Popolo delle Libertà, Lliga Nord i Moviment per l'Autonomia ha obtingut la victòria amb el 46,81% a la Cambra i el 47,32% al Senat, assolint la majoria absoluta a ambdues Cambres. Singularment, el MPA ha obtingut, a escala nacional, l'1,13% a la Cambra i l'1,08% al Senat, que es traduí en 8 diputats i dos senadors a Sicília, Campània, Pulla i Calàbria.

#### La victòria a Sicília
Després d'un aspre confrontament, el MPA aconseguí el seu objectiu fonamental, la designació com a candidat unitari del centredreta a la presidència de la Regió Siciliana del seu líder Raffaele Lombardo A les eleccions regionals de Sicília de 2008 Lombardo va rebre un total del 64% dels vots.

### El IV Govern Berlusconi
Després dels resultats electorals, ha entrat a formar part de la majoria que dona suport al quart govern de Silvio Berlusconi. En són membres de l'executiu pel MPA Giuseppe Maria Reina (sotsecretari d'infraestructures i transport) i Vincenzo Scotti (sotsecretari d'exteriors).

## Resultats Electorals

### Assemblea Regional Siciliana
| Any  | Líder                | Vots            | %               | Escons  | +/− |
| ---- | -------------------- | --------------- | --------------- | ------- | --- |
| 2006 | Raffaele Lombardo    | 308,219 (5è)    | 12.5            | 10 / 90 | Nou |
| 2008 | Raffaele Lombardo    | 371,418 (3r)    | 14.0            | 16 / 90 | 6   |
| 2012 | Raffaele Lombardo    | 182,737 (5è)    | 9.5             | 10 / 90 | 6   |
| 2017 | Giuseppe Maria Reina | Coalició MpA-CP | Coalició MpA-CP | 6 / 70  | 4   |
| 2022 | Roberto Di Mauro     | Coalició MpA-CP | Coalició MpA-CP | 4 / 70  | 3   |

### Parlament italià
| Any  | Líder                | Vots                 | %                    | Diputats             | +/−                  | Vots                 | %                    | Senadors             | +/-                  |
| ---- | -------------------- | -------------------- | -------------------- | -------------------- | -------------------- | -------------------- | -------------------- | -------------------- | -------------------- |
| 2008 | Raffaele Lombardo    | 410,499 (8è)         | 1.2                  | 8 / 630              | Nou                  | 355,361 (8è)         | 1.1                  | 2 / 315              | Nou                  |
| 2013 | Raffaele Lombardo    | 148,534 (13è)        | 0.4                  | 3 / 630              | 5                    | 48,618 (15è)         | 0.2                  | 2 / 315              | =                    |
| 2018 | Giuseppe Maria Reina | Dins NcI             | Dins NcI             | 0 / 630              | 3                    | Dins NcI             | Dins NcI             | 0 / 315              | 2                    |
| 2022 | Roberto Di Mauro     | No hi van participar | No hi van participar | No hi van participar | No hi van participar | No hi van participar | No hi van participar | No hi van participar | No hi van participar |